# Rheinbrücke N4
La Rheinbrücke N4 (letteralmente: "ponte sul Reno della N4") è un ponte strallato svizzero, sito lungo la strada nazionale N4 (strada europea E41) al confine fra la città di Sciaffusa e il comune di Flurlingen. Esso varca il fiume Reno.

## Storia
Il ponte fu costruito dal 1993 al 1995.

## Caratteristiche
Si tratta di un ponte strallato di 152 m di lunghezza, con una luce maggiore di 125,26 m e una luce minore di 26,50 m.
L'impalcato, in curva con raggio di 280 m, è sostenuto da un pilone alto 51,50 m e inclinato di 70°.